# Poultney Bigelow
Poultney Bigelow, född den 10 september 1855 i New York, död den 28 maj 1954, var en nordamerikansk skriftställare, son till John Bigelow.
Bigelow uppfostrades i Tyskland 1870–1873 och trädde därunder i nära vänskapsförhållande till prins Vilhelm, samt graduerades 1875 vid Yaleuniversitetet, varefter han i segelbåt anträdde en äventyrlig världsomsegling, vilken avbröts genom en sjöolycka vid Japans kust. Senare gjorde Bigelow vidsträckta resor, bland annat kanotfärder på en mängd större europeiska floder och en till hälften på officiellt uppdrag företagen resa i Ryssland (1892, som tvärt avbröts genom hans utvisning), färder till Kina, Sydafrika med flera länder. År 1898 var han krigskorrespondent på Kuba åt "The Times" och "New York Herald" samt gjorde sig genom sin skarpa kritik af den amerikanska krigsledningen så misshaglig för denna, att han måste lämna ön. Bigelow skrev bland annat Paddles and politics down the Danube (1892), The borderland of Czar and Kaiser (1894), History of the german struggle for liberty (2 band, 1896), White man's Africa (1897) och The children of the nations, study of colonization (1901).